# Himlens mandat
Himlens mandat (天命, tiānmìng) var en kinesisk doktrin som innebar att kejsaren regerar på ett mandat från himlen, vilket får till följd att kejsaren kan avsättas ifall han agerar i strid mot himlens vilja. Doktrinen blev en metod för kejsarens undersåtar att avsätta honom, och på så sätt försvagade den kejsarens roll.
I och med taikareformerna infördes denna doktrin även i Japan år 645. 